# 18928 Понтремолі
18928 Понтремолі (18928 Pontremoli) — астероїд головного поясу, відкритий 25 серпня 2000 року.
Тіссеранів параметр щодо Юпітера — 3,215.